# Aeroporto Internacional Cheddi Jagan
O Aeroporto Internacional Cheddi Jagan (IATA: GEO, ICAO: SYCJ) é um aeroporto guianês localizado perto da capital Georgetown. É o principal aeroporto da Guiana Inglesa. Tem como principal função transportar os Guianenses para o mundo.   

## Ligação com o Brasil
Sua ligação para o Brasil é pela Surinam Airways, via Paramaribo. A partir de 4 de julho de 2016 terá mais uma ligação, desta vez para Boa Vista, em Roraima, operado pela cia aérea Insel Air.   

## Companhias Aéreas e Destinos
| Companhias Aéreas       | Destinos                                                                                                |
| ----------------------- | --- |
| Caribbean Airlines      | Nova Iorque (JFK) - Port of Spain - Toronto                                                             |
| Copa Airlines           | Cidade do Panamá                                                                                        |
| Dynamic Airways         | Nova Iorque (JFK)                                                                                       |
| Eastern Air Lines       | Miami - Nova Iorque (JFK)                                                                               |
| Fly All Ways (Em breve) | Antigua - Barbados - Boa Vista - Paramaribo - Trinidad e Tobago - Zanderij - Inicia até o final de 2016 |
| Fly Jamaica             | Kingston - Nova Iorque (JFK) - Toronto                                                                  |
| Insel Air               | Boa Vista - Willemstad                                                                                  |
| Surinam Airways         | Miami - Orlando - Paramaribo                                                                            |

## Cargas
| Companhias Aéreas      | Destinos                                           |
| ---------------------- | -------------------------------------------------- |
| Amerijet International | Miami - Paramaribo - Point Salines - Port of Spain |
| Caribbean Airlines     | Port of Spain                                      |
| Laparkan Airways       | Paramaribo                                         |